# Samicler Gonçalves
Samicler Gonçalves (Concórdia, Santa Catarina, 26 de abril de 1974), é um desenhista, ilustrador, animador, professor e publicitário brasileiro, conhecido por seu trabalho na empresa de sua propriedade, SG Arte Visual, responsável pelo oferecimento de cursos de arte, aonde atua como professor, e pela publicação do personagem Cometa. 

## Biografia
Apesar de ter nascido em Concórdia, Santa Catarina, Samicler passou a maior parte de sua vida na também cidade catarinense de Chapecó, onde vive até hoje. Estudou na Escola de Artes de Chapecó durante três anos, e se formou como artista plástico. Formou-se em Licenciatura em artes na Universidade do Oeste de Santa Catarina (UNOESC) em 2007. Seu talento no desenho já se manifestava desde os seus três anos de idade, tendo como fonte inspiradora seu tio Alves Campanini, que pintava quadros. Desde os seus dez anos de idade já queria ser desenhista de quadrinhos, tendo como objetivo desenhar o Superman, que era e é o seu personagem preferido.

### Década de 1990
Começou a trabalhar em bancos como Caixa Econômica Federal e Banco Econômico, por um periodo de oito anos, mas não era o seu objetivo tornar-se bancário. Então, em 1993, ele começou a trabalhar por conta própria, dando aulas de desenho e tentando ser contratado pelo mercado estadunidense de quadrinhos. Nestas tentativas, personagens que ele tinha criado anteriormente como o Cometa começam a ganhar forma e suas próprias histórias. Em 1994 é desenhada a primeira aventura do Cometa, que nunca foi publicada, mas em 1997 foi desenhada a terceira aventura, que se tornaria a primeira edição da revista publicada somente em 2004. O período de intervalo de 1993 a 2004 foi marcado por ilustrações publicitárias e aulas de desenho, que ajudaram a se sustentar, e que são até hoje a sua fonte de renda.
Em 1994, lançou a primeira revista em quadrinhos, com dois amigos, chamada Força Total, que durou apenas dois números, editadas pelo extinto selo UBC. Nesta revista, protagonizavam personagens como Dark, O sombra e Lâmina Mortal, e personagens que era parcerias com os amigos Júlio César Carraro e Isaak Kinipof.

### Década de 2000
Em 2003, lançou um livro de como com desenhar Guia Básico de Referência para Desenho. Em 2004 lançou a primeira edição da revista Cometa.
Foi o ganhador do Troféu Bigorna 2008, como melhor desenhista, no mesmo ano, foi diagnosticado com um tumor no cérebro e ilustrou a capa da edição 11 da revista Mundo dos Super-Heróis da Editora Europa.
Em 2009, fez a capa da edição 18 da revista Mundo dos Super-Heróis e desenhou para a editora americana Moonstone Books, os personagens O Fantasma e Mandrake em The Phantom Annual # 2, escrita por Mike Bullock e Kevin Grevioux, criados por Lee Falk em tiras de jornal para a King Features Syndicate.

### Década de 2010
Em 2013, publicou o livro Provérbios de Pai para Filho.

## Algumas obras e criações
- Força total # ! (UBC) 1994
- Força total # 2 (UBC) 1995
- Naturinha # 1 (SG Arte Visual) 1996
- Naturinha # 2 Cuidados com a água (SG Arte Visual) 1997
- Qualidade na chão de fábrica (Sadia) 1994
- Área de preservação permanente (Gerasul) 1997
- Polícia interativa (Policia Militar) 1996
- Para colorir fatos que marcaram a história do mundo. (SG Arte Visual) 2001
- Cuidados no trânsito (Polícia Militar) 1998
- Cometa # 1 (SG Arte Visual) 2004
- Cometa # 2 (SG Arte Visual) 2004
- Cometa # 3 (SG Arte Visual) 2005
- Cometa # 4 (SG Arte Visual) 2005
- Cometa # 5 (SG Arte Visual) 2005
- Cometa # 6 (SG Arte Visual) 2006
- Cometa # 07 (SG Arte Visual) 2007
- Cometa # 08 (SG Arte Visual) 2008
- Cometa # 09 (SG Arte Visual) 2009
- Grandes Encontros # 00 (SG Arte Visual) 2008
- Grandes Encontros # 01 (SG Arte Visual) 2010
- Salvos # 01 (SG Arte Visual) 2010
- Super-Heróis da Natureza# 01 (SG Arte Visual) 2007
- Super-Heróis da Natureza# 01 (SG Arte Visual) 2008
- Guia básico de referência para desenho (SG Arte Visual) 2003
- Provérbios de Pai para Filho  (SG Arte Visual) 2013